# Gammel hankat
Gammel hankat er et album udgivet af Kim Larsen & Kjukken den 14. november 2006. Det solgte over 33.000 eksemplarer i den første uge, hvilket gør det til det fjerde hurtigst-sælgende album på hitlisten.
Albummet var bedst sælgende album i 2006 og det næstbedst-sælgende i 00'erne ifølge IFPI Danmark, kun overgået af Brødrene Olsen (Wings of Love). Gammel hankat har solgt 170.000 eksemplarer.
Sangene "Stille i verden" og "Lille spejl" er skrevet af Anders og Peter Lund Madsen, og de blev oprindeligt udgivet på Trine Dyrholms ep Mr. Nice Guy med sangene fra showet af samme navn, som hun medvirkede i i 2004-2005.

## Spor
1. "Fru Fortuna" - 2:45
2. "Gammel hankat" - 3:11
3. "Gwendolina" - 2:46
4. "Mest af alt" - 3:16
5. "En af de få" - 2:47
6. "Dansen går i engen" - 2:33
7. "Fremmed" - 3:19
8. "Sæson for kærlighed" - 2:47
9. "Speedy" - 3:23
10. "Lille spejl" - 3:23 (tidligere udgivet af Trine Dyrholm)
11. "Finder altid et sted" - 3:21
12. "Huset med de 100 døre" - 2:42
13. "Fuglen i træet" - 3:13
14. "Stille i verden" - 2:22 (tidligere udgivet af Trine Dyrholm)
15. "Kun for dårer" - 0:50
16. "Vægter, syng din sang" - 1:05
17. "Ode til Sensitiva" - 2:41